# Griveaudia
Griveaudia Viette, 1958 è un genere di lepidotteri, appartenente alla famiglia Callidulidae, diffuso in Africa e Asia. È l'unico genere della sottofamiglia Griveaudiinae Minet, 1990.

## Etimologia
Il nome generico è stato dato in onore dell'entomologo Paul Griveaud, che collaborò con Pierre Viette nelle ricerche sul campo in Madagascar.

## Descrizione

### Adulto
Si tratta di falene con un'apertura alare compresa tra 23 e 41 mm, che negli adulti evidenziano un marcato dimorfismo sessuale.

#### Capo
Gli occhi rivelano la presenza di minutissime setole interommatidiali; gli ocelli sono ridotti ma presenti, come pure i chaetosemata, che tuttavia sono meno sviluppati rispetto a quelli delle Callidulinae.
Nell'apparato boccale, i lobi piliferi sono presenti, come pure la spirotromba, ben sviluppata e priva di scaglie. I palpi mascellari sono ridotti. I palpi labiali sono trisegmentati, col III articolo che termina con un organo di vom Rath ben definito.
Le antenne sono filiformi o al massimo lievemente clavate, ma mai pettinate; i sensilli tricoidei sono di lunghezza ridotta.

#### Torace
Il processo ventrale della tegula è spesso alquanto corto; gli anepisterni del mesotorace sono ben sviluppati. Il metascuto è praticamente diviso in due sezioni, come nelle Callidulinae.
Nelle zampe, le tibie sono munite di spine; nel tarso delle zampe anteriori, il IV tarsomero è munito sulla superficie ventrale di una coppia di robuste spine apicali, mentre il distitarso ne è privo; l'arolio è ben sviluppato e i pulvilli sono divisi; le unghie sono semplici, prive di dentellatura.
Nel maschio manca un retinaculum sulla subcosta, mentre il frenulum è presente in entrambi i sessi, ma è ridotto; la spinarea è presente.
Nell'ala anteriore, che può avere un apice falcato, R è libera, mentre i quattro rami di Rs sono retti da un'unica nervatura; M2 parte nettamente più vicina a M3 che non a M1; CuP è sostituita da una piega; 1A+2A è priva di biforcazione alla base.
Nell'ala posteriore, si osserva una sorta di sperone omerale su Sc+R (talvolta molto ridotto), e quest'ultima può avvicinarsi o sfiorare Rs per un certo tratto, prima della fine della cellula discale; M2 è più vicina ad M3 che ad M1; non si osserva CuP, sostituita anche qui da una plica, mentre 3A è molto ridotta.

#### Addome
Nell'addome, così come nel torace, non sono presenti organi timpanici; i bordi laterali del I tergite sono connessi anteriormente al II sternite attraverso uno sclerite tergosternale completo; nel maschio, l'VIII tergite appare considerevolmente allungato.
Nell'apparato genitale maschile, le valve sono unite ventralmente rispetto alla juxta.
Nel genitale femminile, l'ostium bursae è situato proprio in prossimità del margine anteriore arcuato dell'VIII sternite; le apofisi sono alquanto pronunciate; l'ovopositore appare appiattito e quadrilobato.

### Uovo
L'uovo è liscio, ellittico e appiattito, come nelle Callidulinae.

### Larva
Non sono state descritte larve di Griveaudia.

### Pupa
Non sono state descritte pupe di Griveaudia.

## Biologia
Gli adulti di Griveaudia possono talvolta volare di giorno nel sottobosco, e a riposo tengono le ali "a tetto", in conformità con la maggior parte delle falene, ma differentemente dal resto dei Callidulidae.

### Ciclo biologico
Dopo l'accoppiamento, le uova sono deposte singolarmente al margine delle foglie della pianta nutrice.

### Alimentazione
Non si conoscono le piante nutrici delle specie di Griveaudiinae, ma si ritiene che, come nel caso delle altre Callidulidae, questi bruchi siano strettamente pteridofagi, ossia si alimentino esclusivamente di foglie di felce.

### Parassitoidismo
Non sono disponibili dati relativi al parassitoidismo ai danni di queste larve.

## Distribuzione e habitat
L'areale delle Griveaudiinae si estende nelle ecozone afrotropicale e indomalese, e per una piccola parte anche nel Paleartico (Cina), essendo il taxon presente in Madagascar e nella fascia geografica compresa tra l'India, la Cina occidentale, la Birmania e Taiwan.
L'habitat è rappresentato dal sottobosco della foresta pluviale.

## Tassonomia
Griveaudiinae Minet, 1990 - Nouv. Revue Entom. (N.S.) 6(4): 351-368 - genere tipo: Griveaudia Viette, 1958 - Mém. Inst. sci. Madag. (E) 9: 173 - specie tipo: Griveaudia vieui Viette, 1958 - Mém. Inst. sci. Madag. (E) 9: 174, tav. I, figg. 1-2.
Il genere Griveaudia veniva incluso da Nye (1975) nelle Ophiderinae (Noctuidae), per poi essere trasferito da Minet tra i Callidulidae nel 1986. Nel 1989, Poole attribuì tre specie a questo genere. Nel 1990, ancora Minet lo designò quale genere tipo per la sottofamiglia monotipica Griveaudiinae, e ne confermò l'attribuzione alle Callidulidae, anche in Kristensen (1999).

### Specie
La sottofamiglia comprende un solo genere, con sette specie, diffuse in Africa e Asia; di queste, tre si trovano in Madagascar, tre in Cina e una sola in India e nel sud-est asiatico.
- Griveaudia atkinsoni (Moore, 1879) - Descr. new Ind. Lep. Ins.: 21, tav. II, fig. 3 (India, Birmania e Taiwan)[13]
- Griveaudia charlesi Viette, 1968 - Bull. Soc. ent. Fr. 73(3-4): 82, tav. 2, figg. 5-6 Archiviato il 18 gennaio 2017 in Internet Archive. (Madagascar)[14]
- Griveaudia discothyrata (Poujade, 1895) - Bull. Mus. Hist. Nat. Par. 1: 59 (Cina)[15]
- Griveaudia nigropuncta (Leech, 1898) - Trans. Ent. Soc. 1898: 358 (Cina)[16]
- Griveaudia nigropuncta Viette, 1958 - Mém. Inst. sci. Madag. (E) 9: 175, tav. I (Madagascar)[1]
- Griveaudia tractiaria (Oberthür, 1893) - Et. Ent. 18: 35, tav. II, fig. 21 (Cina)[17]
- Griveaudia vieui Viette, 1958 - Mém. Inst. sci. Madag. (E) 9: 174, tav. I, figg. 1-2 (Madagascar) (specie tipo)[1]

### Sinonimi
Non sono stati riportati sinonimi.

## Filogenesi
La posizione filogenetica dei Calliduloidea all'interno dei Ditrysia è stata oggetto di diverse rielaborazioni nel tempo, e tuttora non è definitivamente chiarita.
Qui sotto è mostrato un albero filogenetico ricavato da quello proposto da Joël Minet nel 1991, in cui il clade Callidulinae\Griveaudiinae è considerato un sister group delle Pterothysaninae:
|  | \| \| Callidulinae \| \| \| \| \| \| Griveaudiinae \| \| \| \| |
|  |                                                                |
|  | Pterothysaninae                                                |
|  |                                                                |
|  | Callidulinae                                                   |
|  |                                                                |
|  | Griveaudiinae                                                  |
|  |                                                                |

|  | Callidulinae  |
|  |               |
|  | Griveaudiinae |
|  |               |

|  | Hedyloidea                                                     |
|  |                                                                |
|  | \| \| Hesperioidea \| \| \| \| \| \| Papilionoidea \| \| \| \| |
|  |                                                                |
|  | Hesperioidea                                                   |
|  |                                                                |
|  | Papilionoidea                                                  |
|  |                                                                |

|  | Hesperioidea  |
|  |               |
|  | Papilionoidea |
|  |               |

|  | Drepanoidea  |
|  |              |
|  | Geometroidea |
|  |              |

|  | \| \| Callidulinae \| \| \| \| \| \| Griveaudiinae \| \| \| \| |
|  |                                                                |
|  | Pterothysaninae                                                |
|  |                                                                |
|  | Callidulinae                                                   |
|  |                                                                |
|  | Griveaudiinae                                                  |
|  |                                                                |

|  | Callidulinae  |
|  |               |
|  | Griveaudiinae |
|  |               |

|  | Hedyloidea                                                     |
|  |                                                                |
|  | \| \| Hesperioidea \| \| \| \| \| \| Papilionoidea \| \| \| \| |
|  |                                                                |
|  | Hesperioidea                                                   |
|  |                                                                |
|  | Papilionoidea                                                  |
|  |                                                                |

|  | Hesperioidea  |
|  |               |
|  | Papilionoidea |
|  |               |

|  | Drepanoidea  |
|  |              |
|  | Geometroidea |
|  |              |

|  | Mimallonoidea  |
|  |                |
|  | Bombycoidea    |
|  |                |
|  | Lasiocampoidea |
|  |                |

|  | \| \| Callidulinae \| \| \| \| \| \| Griveaudiinae \| \| \| \| |
|  |                                                                |
|  | Pterothysaninae                                                |
|  |                                                                |
|  | Callidulinae                                                   |
|  |                                                                |
|  | Griveaudiinae                                                  |
|  |                                                                |

|  | Callidulinae  |
|  |               |
|  | Griveaudiinae |
|  |               |

|  | Hedyloidea                                                     |
|  |                                                                |
|  | \| \| Hesperioidea \| \| \| \| \| \| Papilionoidea \| \| \| \| |
|  |                                                                |
|  | Hesperioidea                                                   |
|  |                                                                |
|  | Papilionoidea                                                  |
|  |                                                                |

|  | Hesperioidea  |
|  |               |
|  | Papilionoidea |
|  |               |

|  | Drepanoidea  |
|  |              |
|  | Geometroidea |
|  |              |

|  | \| \| Callidulinae \| \| \| \| \| \| Griveaudiinae \| \| \| \| |
|  |                                                                |
|  | Pterothysaninae                                                |
|  |                                                                |
|  | Callidulinae                                                   |
|  |                                                                |
|  | Griveaudiinae                                                  |
|  |                                                                |

|  | Callidulinae  |
|  |               |
|  | Griveaudiinae |
|  |               |

|  | Hedyloidea                                                     |
|  |                                                                |
|  | \| \| Hesperioidea \| \| \| \| \| \| Papilionoidea \| \| \| \| |
|  |                                                                |
|  | Hesperioidea                                                   |
|  |                                                                |
|  | Papilionoidea                                                  |
|  |                                                                |

|  | Hesperioidea  |
|  |               |
|  | Papilionoidea |
|  |               |

|  | Drepanoidea  |
|  |              |
|  | Geometroidea |
|  |              |

|  | Mimallonoidea  |
|  |                |
|  | Bombycoidea    |
|  |                |
|  | Lasiocampoidea |
|  |                |

## Conservazione
Nessuna specie appartenente a questa sottofamiglia è stata inserita nella Lista rossa IUCN.

### Testi
- (EN) Barlow, H. S., An Introduction to the Moths of South East Asia, d'Abrera, B., Kuala Lumpur and Faringdon, U.K., The Malayan Nature Society and E.W. Classey, 1982,  pp. x+305; 50 pls, ISBN 9780860960188, OCLC 252308130.
- (EN) Capinera, J. L. (Ed.), Encyclopedia of Entomology, 4 voll., 2nd Ed., Dordrecht, Springer Science+Business Media B.V., 2008,  pp. lxiii + 4346, ISBN 978-1-4020-6242-1, LCCN 2008930112, OCLC 837039413.
- (DE) Geyer, C., Zuträge zur Sammlung exotischer Schmettlinge [sic]: bestehend in Bekundigung einzelner Fliegmuster neuer oder rarer nichteuropäischer Gattungen (PDF), Hübner, J., Vol. 4, Augusta, bey dem Verfasser zu finden, 1832  [1818-1837],  p. 17, DOI:10.5962/bhl.title.12439, ISBN non esistente, OCLC 19807810.
- (EN) Grimaldi, D. A.; Engel, M. S., Evolution of the insects, Cambridge [U.K.]; New York, Cambridge University Press, maggio 2005,  pp. xv + 755, ISBN 978-0-521-82149-0, LCCN 2004054605, OCLC 56057971.
- (EN) Hampson, G. F., Family Pterothysanidae (PDF), in Blanford, W. T. (Ed.). The Fauna of British India, including Ceylon and Burma, Moths, vol. 1., Londra, Taylor & Francis, 1892,  pp. 430-432, DOI:10.5962/bhl.title.100745, ISBN non esistente, LCCN 01026626, OCLC 928803451.
- (EN) Janse, A. J. T., The Moths of South Africa, Vol. 1, Durban, E.P. & Commercial Printing Co., 1932,  pp. xi+376+15tavv., ISBN non esistente, LCCN 33031872, OCLC 163065842.
- (DE) Kobes, L. W. B., The Callidulidae of Sumatra, in Heterocera sumatrana, Vol. 6 - Limacodidae, Ratardidae, Callidulidae, Brahmaeidae, Lasiocampidae, Gottingen, Heterocera Sumatrana Society, 1990,  pp. 101-115, ISBN 9783925055096, OCLC 488100556.
- (EN) Kristensen, N. P. (Ed.), Handbuch der Zoologie / Handbook of Zoology, Band 4: Arthropoda - 2. Hälfte: Insecta - Lepidoptera, moths and butterflies, Kükenthal, W. (Ed.), Fischer, M. (Scientific Ed.), Teilband/Part 35: Volume 1: Evolution, systematics, and biogeography, ristampa 2013, Berlino, New York, Walter de Gruyter, 1999  [1998],  pp. x, 491, ISBN 978-3-11-015704-8, OCLC 174380917.
- (EN) Moore, F., Descriptions of new Indian lepidopterous insects from the collection of the late Mr. W.S. Atkinson. Rhopalocera, by William C. Hewitson. Heterocera, by Frederic Moore. With an introductory notice by Arthur Grote (PDF), Calcutta, Asiatic Society of Bengal, 1879,  p. 21, tav. II, fig. 3, DOI:10.5962/bhl.title.5528, ISBN non esistente, LCCN 48034117, OCLC 9625544.
- (EN) Nye, I. W. B., The Generic names of moths of the world (PDF), Vol. 1, Noctuoidea (part): Noctuidae, Agaristidae, and Nolidae, Londra, British Museum (Natural History), 1975,  p. 571, ISBN 056500770X, LCCN 76365435, OCLC 874012550.
- (FR) Oberthür, C., Études d'entomologie: Faunes entomologiques; descriptions d'insectes nouveaux ou peu connus (PDF), Vol. 18, Rennes, Imprimerie Oberthür, 1893,  pp. 49; 6; tavv., DOI:10.5962/bhl.title.9398, ISBN non esistente, OCLC 6755724.
- (DE) Pagenstecher, A., Callidulidae, bearbeitet von dr. Arnold Pagenstecher - Mit 19 abbildungen (PDF), collana Das Tierreich, Vol. 17, Berlino, R. Friedländer und Sohn, 1902,  p. 21, DOI:10.5962/bhl.title.1237, ISBN non esistente, LCCN 06035713, OCLC 3623513.
- (EN) Parker, S. B. (Ed.), Synopsis and classification of living organisms, vol. 2, New York, McGraw-Hill, 1982,  p. 1119, ISBN 9780070790315, LCCN 81013653, OCLC 7732464.
- (EN) Poole, R. W., Lepidopterorum Catalogus. New Series, Fasc. 118 - Vol. 3, Leida; New York; Copenaghen, E.J. Brill/Flora & fauna publications, 1989,  pp. 1015-1329, ISBN 9780916846459, LCCN 88020258, OCLC 468724176.
- (EN) Scoble, M. J., The Lepidoptera: Form, Function and Diversity, seconda edizione, London, Oxford University Press & Natural History Museum, 2011  [1992],  pp. xi, 404, ISBN 978-0-19-854952-9, LCCN 92004297, OCLC 25282932.
- (EN) Seitz, A., Family: Callidulidae, in The Macrolepidoptera of the World, Vol. 10, Stoccarda, Verlag des Seitz'schen werkes (A. Kernen), 1924,  pp. 491-496, ISBN non esistente, LCCN unk82065024, OCLC 41184004.
- (ZH) Wang, H. Y., Illustrations of day-flying moths in Taiwan, Taipei, Taiwan Museum, 1993,  p. 105, ISBN 9789575313043, OCLC 488206514.
- (EN) Yen, S. H. & Wu, S., Biota Taiwanica / Hexapoda: Lepidoptera, Calliduloidea, Callidulidae, Callidulinae (PDF), Kaohsiung, National Sun Yat-Sen University, 2009,  p. 24, ISBN 9789579014397, OCLC 765856971.